# Grand prix de Deauville
Groupe 2
Le grand prix de Deauville est une course hippique française de plat, qui se court tous les ans sur l'hippodrome de Deauville-La Touques à Deauville dans le cadre du meeting d'été annuel.

## Caractéristiques et histoire
C'est une épreuve de groupe 2 réservée aux pur-sang de 3 ans et plus, qui se dispute sur 2 500 m depuis 1990. En 1886, la distance est portée à 2 500 m, puis à 2 600 m en 1903 et à 2 700 m de 1973 à 1990. La distance est ramenée à
Elle se dispute pour la première fois le 6 août 1866 sur 2 400 m et sous l'appellation « coupe de Deauville ». Traditionnellement, le grand prix est couru le dernier dimanche d'août et clôt le meeting aoûtien de Deauville.

## Palmarès depuis 1978
| Année | Vainqueur         | S/A | Pays        | Père              | Jockey                | Entraîneur           | Propriétaire                       | Temps   |
| ----- | ----------------- | --- | ----------- | ----------------- | --------------------- | -------------------- | ---------------------------------- | ------- |
| 2023  | Jack Darcy        | H.4 | Royaume-Uni | Gleneagles        | Cristian Demuro       | Paul & Oliver Cole   | Gascoigne, Williams, Vincent & al. | 2'49"01 |
| 2022  | Botanik           | H.4 | France      | Golden Horn       | Mickaël Barzalona     | André Fabre          | Godolphin                          | 2'36"23 |
| 2021  | Glycon            | H.5 | France      | Le Havre          | Cristian Demuro       | Jean Claude Rouget   | Haras de Saint-Pair                | 2'39"96 |
| 2020  | Telecaster        | M.4 | Royaume-Uni | New Approach      | Christophe Soumillon  | Hughie Morrison      | Castle Down Racing                 | 2'48"29 |
| 2019  | Ziyad             | M.4 | France      | Rock of Gibraltar | Olivier Peslier       | Carlos Laffon-Parias | Wertheimer & Frère                 | 2'38"30 |
| 2018  | Loxley            | M.3 | Royaume-Uni | New Approach      | William Buick         | Charlie Appleby      | Godolphin                          | 2'44"00 |
| 2017  | Tiberian          | M.5 | France      | Tiberius Caesar   | Olivier Peslier       | Alain Couétil        | Haras du Logis                     | 2'44"68 |
| 2016  | Savoir Vivre      | M.3 | Allemagne   | Adlerflug         | Maxime Guyon          | Jean-Pierre Carvalho | Stall Ullmann                      | 2'51"73 |
| 2015  | Siljan's Saga     | F.5 | France      | Sagamix           | Pierre-Charles Boudot | Jean-Pierre Gauvin   | Éric Palluat de Besset             | 2'49"19 |
| 2014  | Cocktail Queen    | F.4 | France      | Motivator         | Alexis Badel          | Myriam Bollack-Badel | Jeffrey C. Smith                   | 2'51"84 |
| 2013  | Très Blue         | M.3 | France      | Anabaa Blue       | Fabrice Véron         | Henri-Alex Pantall   | Horst Rapp                         | 2'44"49 |
| 2012  | Masterstroke      | M.3 | France      | Monsun            | Mickaël Barzalona     | André Fabre          | Godolphin                          | 2'39"10 |
| 2011  | Cirrus des Aigles | H.5 | France      | Even Top          | Franck Blondel        | Corinne Barbe        | Jean-Claude-Alain Dupouy           | 2'45"00 |
| 2010  | Marinous          | H.4 | France      | Numerous          | Davy Bonilla          | Freddy Head          | Saeed Nasser Alromaithi            | 2'46"80 |
| 2009  | Jukebox Jury      | M.3 | Royaume-Uni | Montjeu           | Royston Ffrench       | Mark Johnston        | Alan Spence                        | 2'49"70 |
| 2008  | Getaway           | M.5 | France      | Monsun            | Lanfranco Dettori     | André Fabre          | Baron G. von Ullmann               | 2'48"20 |
| 2007  | Irish Wells       | M.4 | France      | Poliglote         | Dominique Bœuf        | François Rohaut      | Berend van Dalfsen                 | 2'45"50 |
| 2006  | Irish Wells       | M.3 | France      | Poliglote         | Dominique Bœuf        | François Rohaut      | Berend van Dalfsen                 | 2'50"10 |
| 2005  | Marend            | H.4 | France      | Green Tune        | Stéphane Pasquier     | Dominique Sépulchre  | A. Elias de Proenca                | 2'50"40 |
| 2004  | Cherry Mix        | M.3 | France      | Linamix           | Thierry Gillet        | André Fabre          | Jean-Luc Lagardère                 | 2'55"10 |
| 2003  | Policy Maker      | M.3 | France      | Sadler's Wells    | Dominique Bœuf        | Élie Lellouche       | Écurie Wildenstein                 | 2'52"10 |
| 2002  | Polish Summer     | M.5 | France      | Polish Precedent  | Olivier Peslier       | André Fabre          | Khalid Abdullah                    | 2'44"60 |
| 2001  | Holding Court     | M.4 | Royaume-Uni | Hernando          | Philip Robinson       | Michael Jarvis       | John Good                          | 2'41"30 |
| 2000  | Russian Hope      | M.5 | France      | Rock Hopper       | Christophe Soumillon  | Henri-Alex Pantall   | Édouard de Rothschild              | 2'40"50 |
| 1999  | Courteous         | M.4 | Royaume-Uni | Generous          | Pat Eddery            | Paul Cole            | Prince Fahd bin Salman             | 2'46"50 |
| 1998  | Épistolaire       | M.3 | France      | Alzao             | Thierry Jarnet        | André Fabre          | Édouard de Rothschild              | 2'41"60 |
| 1997  | Taipan            | M.5 | Royaume-Uni | Last Tycoon       | Pat Eddery            | John Dunlop          | Lord Swaythling                    | 2'53"80 |
| 1996  | Strategic Choice  | M.5 | Royaume-Uni | Alleged           | Richard Quinn         | Paul Cole            | Martyn Arbib                       | 2'44"30 |
| 1995  | Swain             | M.3 | France      | Nashwan           | Thierry Jarnet        | André Fabre          | Sheikh Mohammed                    | 2'46"10 |
| 1994  | White Muzzle      | M.4 | Royaume-Uni | Dancing Brave     | John A. Reid          | Peter Chapple-Hyam   | Teruya Yoshida                     | 2'55"40 |
| 1993  | Snurge            | M.6 | Royaume-Uni | Ela-Mana-Mou      | Richard Quinn         | Paul Cole            | Martyn Arbib                       | 2'42"60 |
| 1992  | Modhish           | M.3 | France      | Sadler's Wells    | Thierry Jarnet        | André Fabre          | Cheikh Mohammed Al Maktoum         | 2'55"50 |
| 1991  | Snurge            | M.4 | Royaume-Uni | Ela-Mana-Mou      | Richard Quinn         | Paul Cole            | Martyn Arbib                       | 2'46"30 |
| 1990  | Robertet          | F.4 | France      | Roberto           | Dominique Bœuf        | Élie Lellouche       | Daniel Wildenstein                 | 2'48"50 |
| 1989  | Borromini         | M.3 | France      | Henbit            | Dominique Bœuf        | André Fabre          | Paul de Moussac                    | 3'10"50 |
| 1988  | Ibn Bey           | M.4 | Royaume-Uni | Mill Reef         | Michael Roberts       | Paul Cole            | Prince Fahd bin Salman             | 3'00"40 |
| 1987  | Almaarad          | M.4 | Royaume-Uni | Ela-Mana-Mou      | Willie Carson         | John Dunlop          | Hamdan Al Maktoum                  | 3'01"40 |
| 1986  | Baby Turk         | M.4 | France      | Northern Baby     | Yves Saint-Martin     | Alain de Royer-Dupré | Anne-Marie d'Estainville           | 3'18"50 |
| 1985  | Air de Cour       | M.3 | France      | Vigors            | Éric Legrix           | Patrick Biancone     | Daniel Wildenstein                 | 3'14"10 |
| 1984  | Ti King           | M.3 | France      | Arctic Tern       | Cash Asmussen         | François Boutin      | Stavros Niarchos                   | 3'00"10 |
| 1983  | Zalataia          | F.4 | France      | Dictus            | Freddy Head           | André Fabre          | Francis Baral                      | 3'01"60 |
| 1982  | Real Shadai       | M.3 | France      | Roberto           | Maurice Philipperon   | John Cunnington, Jr. | Zenya Yoshida                      | 2'59"00 |
| 1981  | Perrault          | M.4 | France      | Djakao            | Yves Saint-Martin     | Pierre Pelat         | Baron Thierry van Zuylen           | 2'58"60 |
| 1980  | Glenorum          | M.3 | France      | Prove Out         | Lester Piggott        | David Smaga          | Helen G. Stollery                  | 2'56"10 |
| 1979  | First Prayer      | H.5 | France      | Sanctus           | Maurice Philipperon   | Robert Collet        | Jacques de Hesdin                  |         |
| 1978  | Santalino         | H.5 | France      | Sovereign Path    | Georges Doleuze       | Alain Bruneteau      | J. Bruneau de la Salle             |         |

### Précédents vainqueurs
- 1866 - Affidavit
- 1867 - Montgoubert
- 1868 - Trocadéro
- 1869 - Mortemer
- 1870 - Dutch Skater
- 1871 - La Périchole
- 1872 - Bivouac
- 1873 - Sir John
- 1874 - Perla
- 1875 - Saint Cyr
- 1876 - Nougat
- 1877 - Vinaigrette
- 1878 - Kincsem
- 1879 - El Rey
- 1880 - Le Destrier
- 1881 - Castillon
- 1882 - Tristan
- 1883 - Tristan
- 1884 - Tristan
- 1885 - Althorp
- 1886 - Polyeucte
- 1887 - Pythagoras
- 1888 - Galaor
- 1889 - Le Sancy
- 1890 - Le Sancy
- 1891 - pas de course
- 1892 - Naviculaire
- 1893 - Galette
- 1894 - Algarade
- 1895 - Merlin
- 1896 - Riposte
- 1897 - Van Diemen
- 1898 - Le Samaritain
- 1899 - Fourire
- 1900 - Monsieur Amédée
- 1901 - Jacobite
- 1902 - Maximum
- 1903 - pas de course
- 1904 - Turenne
- 1905 - pas de course
- 1906 - Maintenon
- 1907 - Punta Gorda
- 1908 - Cheikh[2]
- 1909 - Biniou
- 1910 - Joie
- 1911 - Basse Pointe
- 1912 - Gorgorito
- 1913 - Isard
- 1914–18 - pas de course
- 1919 - Verdier
- 1920 - Tullamore
- 1921 - Zagreus
- 1922 - Bahadur
- 1923 - Sao Paulo
- 1924 - Swansea
- 1925 - Dark Diamond
- 1926 - Astéroïde
- 1927 - Le Polisson
- 1928 - La Futelaye
- 1929 - Charlemagne
- 1930 - Rieur
- 1931 - Célérina
- 1932 - Confidence
- 1933 - Queen of Scots
- 1934 - Morvillars
- 1935 - Ping Pong
- 1936 - Fantastic
- 1937 - Saint Preux
- 1938 - Terre Rose
- 1939 - Birikil
- 1940 - pas de course
- 1941 - Jock
- 1942 - Adaris
- 1943 - Cordon Rouge
- 1944 - Verso II
- 1945 - Basileus
- 1946 - Kerlor
- 1947 - Le Paillon
- 1948 - Turmoil
- 1949 - pas de course
- 1950 - Alizier
- 1951 - Coast Guard
- 1952 - Damaka
- 1953 - Flute Enchantée
- 1954 - Doux Vert
- 1955 - Rosa Bonheur
- 1956 - Tall Chief
- 1957 - Scot
- 1958 - Chippendale
- 1959 - Fils de Roi
- 1960 - Wordpam
- 1961 - Molvedo
- 1962 - Bounteous
- 1963 - Val de Loir
- 1964 - Sailor
- 1965 - Sailor
- 1966 - Lionel
- 1967 - Lionel
- 1968 - pas de course
- 1969 - Djakao
- 1970 - Schönbrunn
- 1971 - Miss Dan
- 1972 - Novius
- 1973 - Card King
- 1974 - Ashmore
- 1975 - L'Ensorceleur [3]
- 1976 - Ashmore
- 1977 - Dom Alaric